# Остапенко, Павел Яковлевич
Павел Яковлевич Остапенко (1905, Юзовка, Екатеринославская губерния — 12 июля 1939) — советский руководитель органов государственной безопасности и государственный деятель, народный комиссар внутренних дел Таджикской ССР (1939).

## Биография
Родился в семье шахтёра-крепильщика. Член РКП(б) с 1925 г.
В 1931 г. окончил Высшую школу профсоюзного движения в Харькове, в 1933 г. аспирантуру Института Красной профессуры в Харькове, в 1939 г. — Курсы подготовки начальствующего состава НКВД СССР.
Работал лампоносом, чернорабочим на Игнатьевском руднике; помощником крепильщика на шахте № 1 Щегловского рудоуправления, табельщиком на паровоз-вагоноремонтном заводе в Сталинском округе.
- 1927—1928 гг. — секретарь коллектива ЛКСМ Украины завода им. Коваля Сталинского округа,
- 1928—1929 гг. — заведующий экономическим отделом районного комитета Сталинского городского комитета ЛКСМ Украины,
- май-октябрь 1929 г. — инструктор по культурно-массовой работе Сталинского окркустпромкредита,
- 1929—1930 гг. — культурный пропагандист партийного коллектива завода им. Коваля,
- апрель-ноябрь 1930 г. — председатель заводского комитета Союза металлистов завода им. Коваля,
- май-ноябрь 1931 г. — заведующий отделом культурно-массовой работы Харьковского тракторного завода,
- 1933—1935 гг. — заместитель начальника политического отдела Шестаковской МТС, Больше-Висковский район Одесской области,
- 1935—1937 гг. — заместитель директора Баратовской МТС по политической части,
- 1937—1938 гг. — инструктор сельскохозяйственного отдела Николаевского областного комитета КП(б) Украины,
- май-декабрь 1938 г. — первый секретарь Долгинского районного комитета КП(б) Украины,
- январь-июль 1939 г. — народный комиссар внутренних дел Таджикской ССР.

Капитан государственной безопасности (1939).